# 马里·弗朗索瓦·萨迪·卡诺
马里·弗朗索瓦·萨迪·卡诺（Marie François Sadi Carnot，法語發音：[maʁi fʁɑ̃swa sadi kaʁno]；1837年8月11日—1894年6月25日），法國工程师出身的政治家，法国大革命时期著名的“胜利的组织者”拉扎尔·卡诺之孫，左派議員伊波利特·卡諾之子。1887年當選為法兰西第三共和国的第四任總統。1894年6月24日被義大利無政府主義者圣杰罗尼莫·卡塞里奥刺殺。马里·弗朗索瓦·萨迪·卡诺於午夜過後（即6月25日）死亡。

## 生平
卡诺原受工科教育，曾在阿讷西任政府工程师。后任诺曼底专员。他曾一度担任下塞纳省的省长，后由科多尔省选入众议院。他和左派共和党任采取同一立场，集中注意有关公共工程和铁路发展等问题。1878年10月任公共工程部副部长，1880年任部长。1887年卡诺当选为第三共和国的总统。在职期间发生了政治冒险家乔治·布朗热将军的阴谋、劳工骚乱、无政府主义运动和巴拿马运河丑闻(1892年)。即使如此，他在这7年间设法保全了自己的名誉。1894年6月24日他在里昂博览会发表演说后，被一个意大利无政府主义者击伤致死，葬在先贤祠中他杰出的祖父旁边。